# Marijn van den Berg
Marijn van den Berg (født 19. juli 1999 i De Meern) er en cykelrytter fra Holland, der er på kontrakt hos EF Education-EasyPost.